# Arroyo Sequeira
Der Arroyo Sequeira ist ein Fluss in Uruguay.
Er entspringt auf dem Gebiet des Departamento Artigas in der Cuchilla de Belén einige Kilometer nordöstlich von Sequeira. Von dort verläuft er in südwestliche Richtung, tangiert Sequeira am östlichen Stadtrand und mündet südlich der Stadt und östlich der diese kreuzenden Ruta 4 an der Grenze zum Nachbardepartamento Salto als rechtsseitiger Nebenfluss in den Río Arapey Chico.